# Chevrolet Camaro
Chevrolet Camaro je ime američkog športskog automobila tvrtke Chevrolet koja je dio General Motorsa. Camaro je po klasi svrstavan kao pony car, a ponekad i kao muscle automobil. Proizvodnja je započela 29. rujna 1966. godine. Model iz sljedeće godine napravljen je kako bi bio konkurencija Fordu Mustangu. Te godine Camaro je dijelio platformu i glavne komponente s Pontiacom Firebirdom.

## Pojavljivanja u popularnoj kulturi

### Filmovi i serije
Chevrolet je uložio puno u marketing i reklamiranje Camara. Automobil se pojavljuje u mnogim filmovima, serijama i glazbenim spotovima. Jedan od popularnijih filmova gdje se Camaro pojavljuje je film iz 1985. godine Better Off Dead. U filmu se pojavljuje model iz 1967. godine kojeg vozi glumac John Cusack.
Robot Bumblebee predstavlja Camara u filmu Transformeri iz 2007. godine. U početku se pojavljuje kao druga generacija, a kasnije kao peta generacija Camara. U sljedeća dva nastavka filma Transformeri: Osveta poraženih i Transformeri: Tamna strana Mjeseca Bumblebee se pojavljuje kao peta generacija Camara. Camaro također ima značajno pojavljivanje u televizijskoj seriji Hawaii Five-0, Petera Lenkova. Camara pete generacije voze glavni glumci, Alex O'Loughlin i Scott Caan. Pojavljuje se i u seriji My Own Worst Enemy, televizijske kuće NBC gdje ga vozi glavni glumac.

### Glazbeni spotovi
Camaro se pojavljuje u mnogim spotovima raznih izvođača. U glazbenim spotovima raznih žanrova; hip hop, country, rock. Pojavljuje se u spotu "My Camaro" Young Jeezyja, "All I Do Is Win" DJ Khaleda na kojem gostuju Ludacris, Rick Ross i Snoop Dogg.
Još se pojavljuje u spotovima kao što su "Like a Boss" Mannie Fresha, "It's America" Rodneyja Atkinsa, "Stylo" glazbenog sastava Gorillaz, "Just Saying" Rick Rossa i "She Geeked" Seana Garretta na kojem gostuju Tyga i Gucci Mane.